# 滕盖里
滕盖里（匈牙利語：Tengeri），是匈牙利巴兰尼亚州所辖的一个村。总面积4.46平方公里，总人口47，人口密度10.5人/平方公里（2011年1月1日）。